# 金弘道
金 弘道（きん こうどう、キム・ホンド、김홍도、1745年〈英祖21年〉 - 没年不詳）は、李氏朝鮮後期の画家。字は子能。号は檀園（タンウォン、단원）のほか、丹邱・西湖・高眠居士・輒酔翁などがある。本貫は金海。
朝鮮王朝後期を代表する画家の一人であり、金弘道（檀園）は申潤福（蕙園）・張承業（吾園）とともに「三園」と称されている。

## 生涯
漢城にある中人の家庭に生まれ、安山で育つ。母方は画員（宮廷画家）を多く輩出する家系であった。当代の名手と謳われた姜世晃に画を学び、その推挙により図画署画員として出仕。1773年には王世孫（のちの正祖）の肖像画を描いている。正祖が即位すると重用され、王族や王の肖像画を描いたり、王命で名勝金剛山など各地に派遣されたり、行幸に付き添って、その風景画を描いたり、龍玉寺の仏画を描いたりした。そのかたわら、後述する風俗画を多く描き残している。また、朴斉家（パク・ジェガ）の「武芸図譜通志」に挿絵を描いたり、『松下猛虎図』などの鳥獣画も描いた。「シルム図」が有名だが、役人に見つからないように両班を批判した内容の春画集『雲雨図帖（「夜のシルム図」集。内一作「桃樹下前戯図」は、申潤福も模写）』も描いた。
没年ははっきりしない。病を得たと記録された1805年頃に没したとする説、没年は1816年以降と見る説がある。

## 作品
山水画・人物画・花鳥画にも腕を振るったが、今日その名が知られているのは、「檀園風俗図帖」など、当時の画家たちが題材とすることが稀であった民衆の日常生活を描いた風俗画によってである。金弘道の後に続いた申潤福・金得臣とともに「朝鮮三大風俗画家」と並称されることがある。
また、西洋画の陰影技法を朝鮮でいち早く取り入れる試みを行った画家の一人とも評価されている。

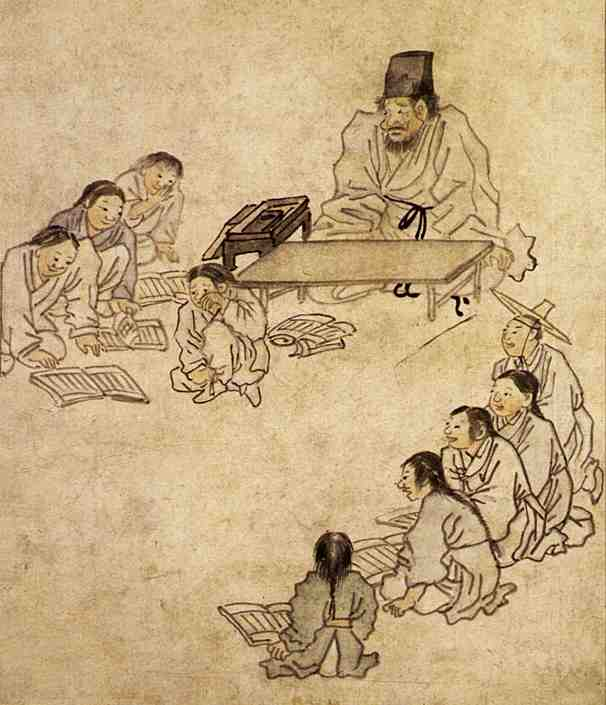
書堂
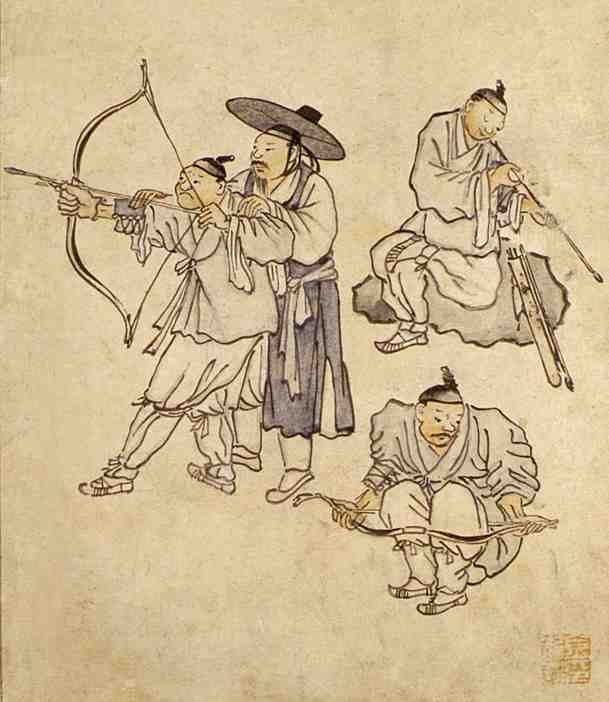
射弓
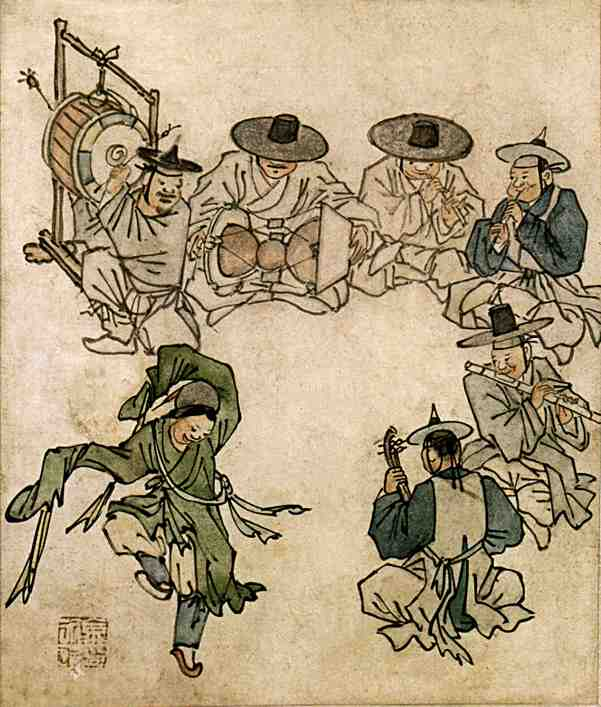
舞童
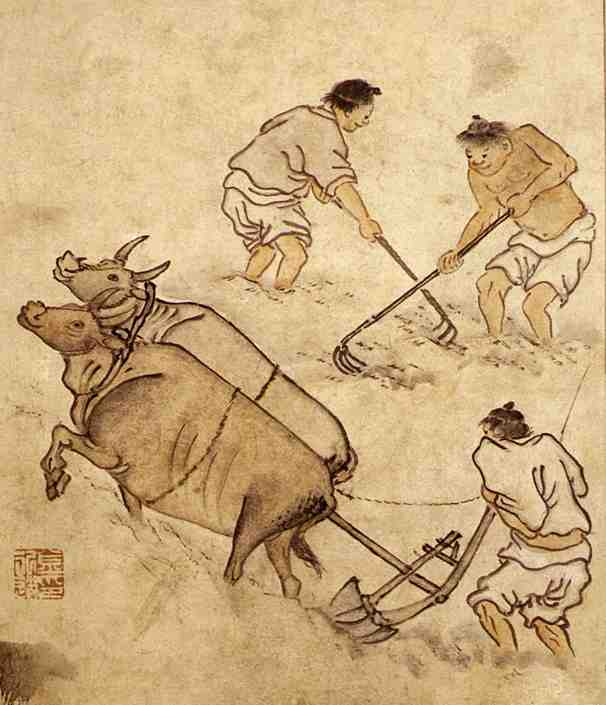
農耕
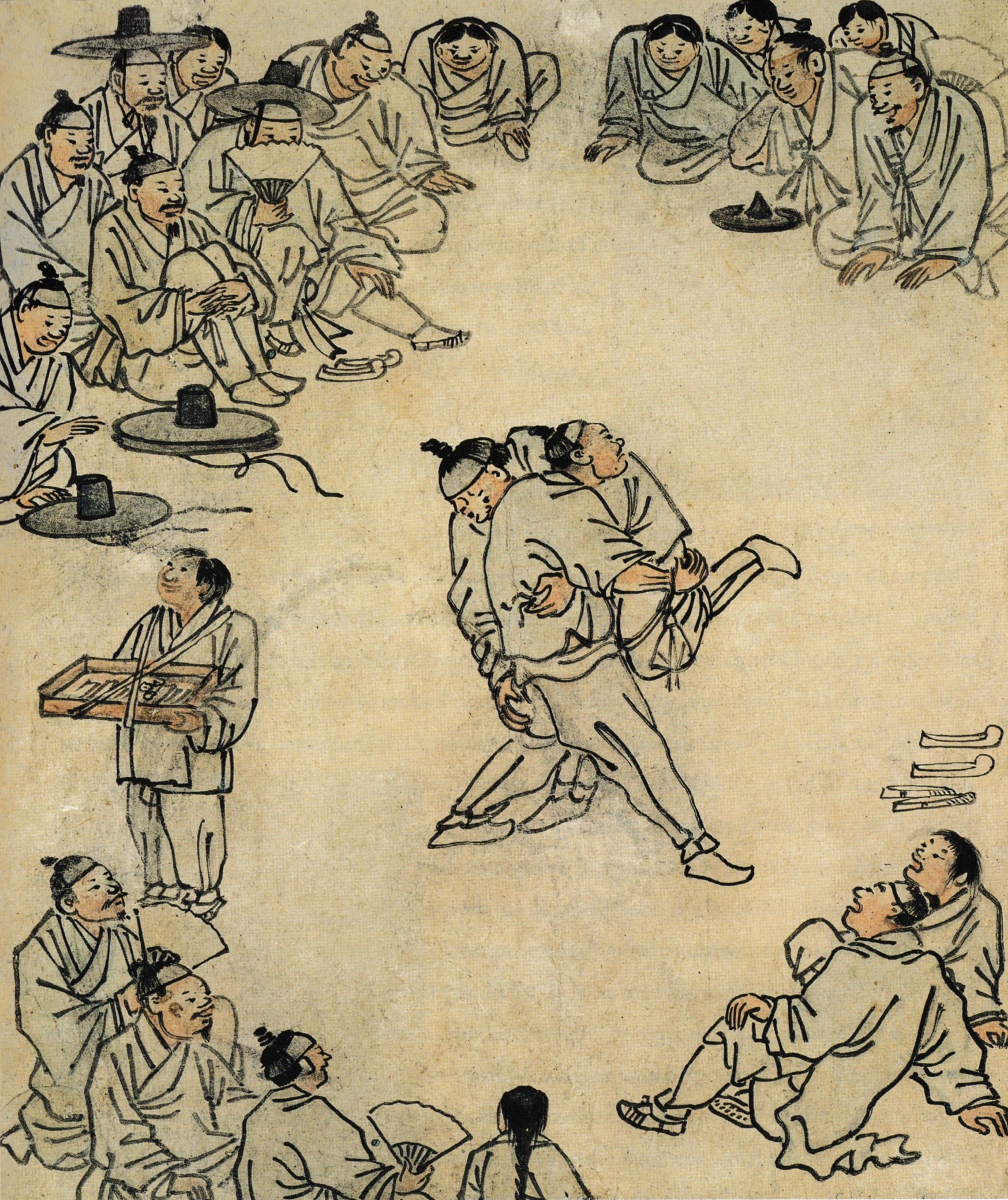
シルム
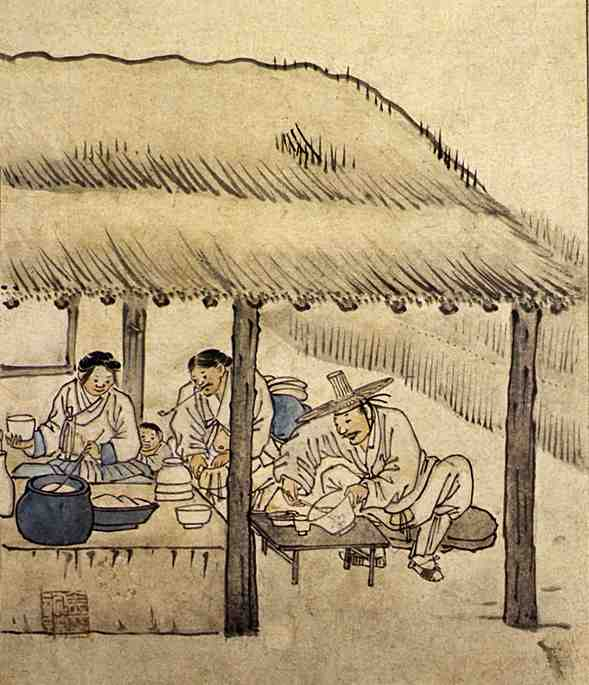
酒幕
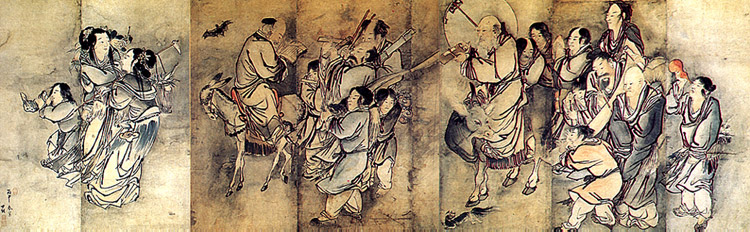
群仙図屏（韓国国宝）

## 影響
朝鮮の伝統文化や朝鮮王朝時代の風俗が説明される際にその絵が引用されることが多い。
王に重用されたすぐれた画家でありながら庶民生活への親しみを込めた絵を描いたこと、その事績に不明な部分が多いことから、後年に多くの伝承が生じた。韓国においてはその生涯を題材にした小説・ドラマ・映画も多くあり、エンターテインメントとしても消費されている（極端な例では金弘道＝東洲斎写楽説など）。